# فارمنغتون (كونيتيكت)
فارمنغتون هي مدينة في ولاية كونيكتيكوت في الولايات المتحدة الأمريكية.
.

## الأشخاص المهمون
- كاثلين روبنز رائدة فضاء في وكالة ناسا.

## أعلام
- سارة بورتر
- والتر س. كولز
- جوردن غالاند
- وينشل سميث
- لمويل ويتمان
- ويليام إس. كولز
- إسحاق مور
- ريتشارد م. بيسيل جونيور
- فريدريش شور
- جورج كولز